# Monroe County (Florida)
Das Monroe County ist ein County im Bundesstaat Florida der Vereinigten Staaten. Der Verwaltungssitz (County Seat) ist Key West.

## Geographie
Das County hat eine Fläche von 9.679 Quadratkilometern, wovon 7.097 Quadratkilometer Wasserfläche sind. Es grenzt im Uhrzeigersinn an folgende Countys: Collier County und Miami-Dade County.
Zum County gehört der westliche Teil der Florida-Halbinsel und die Inselkette der Florida Keys. Obwohl die Inseln ein sehr geringer Teil der County-Fläche sind, leben auf ihnen mehr als 99,9 %  der Einwohner. Im westlich des Miami-Dade Countys gelegenen festländischen Teil, der großteils innerhalb des Everglades-Nationalparks liegt, leben lediglich 9 Personen.

## Geschichte
Das Monroe County wurde am 3. Juli 1823 gebildet. Benannt wurde es nach James Monroe, dem 5. Präsidenten der USA. Seine Amtszeit war von 1817 bis 1825.

## Demographie
Gemäß der Volkszählung 2010 verteilten sich die damaligen 73.090 Einwohner auf 52.764 Haushalte. Die Bevölkerungsdichte lag bei 28,3 Einw./km². 89,5 % der Bevölkerung waren Weiße, 5,7 % Afroamerikaner, 0,4 % Indianer und 1,1 % Asian Americans. 1,5 % waren Angehörige anderer Ethnien und 1,8 % verschiedener Ethnien. 20,6 % der Bevölkerung bestand aus Hispanics oder Latinos.
Im Jahr 2010 lebten in 20,5 % aller Haushalte Kinder unter 18 Jahren sowie 28,2 % aller Haushalte Personen mit mindestens 65 Jahren. 55,8 % der Haushalte waren Familienhaushalte (bestehend aus verheirateten Paaren mit oder ohne Nachkommen bzw. einem Elternteil mit Nachkomme). Die durchschnittliche Größe eines Haushalts lag bei 2,18 Personen und die durchschnittliche Familiengröße bei 2,70 Personen.
16,8 % der Bevölkerung waren jünger als 20 Jahre, 23,5 % waren 20 bis 39 Jahre alt, 34,1 % waren 40 bis 59 Jahre alt und 25,6 % waren mindestens 60 Jahre alt. Das mittlere Alter betrug 46 Jahre. 53,3 % der Bevölkerung waren männlich und 46,7 % weiblich.
Das durchschnittliche Jahreseinkommen lag bei 53.889 $, dabei lebten 11,6 % der Bevölkerung unter der Armutsgrenze.
Im Jahr 2010 war Englisch die Muttersprache von 77,57 % der Bevölkerung, Spanisch sprachen 17,56 % und 4,87 % hatten eine andere Muttersprache.

## Kultur und Sehenswürdigkeiten

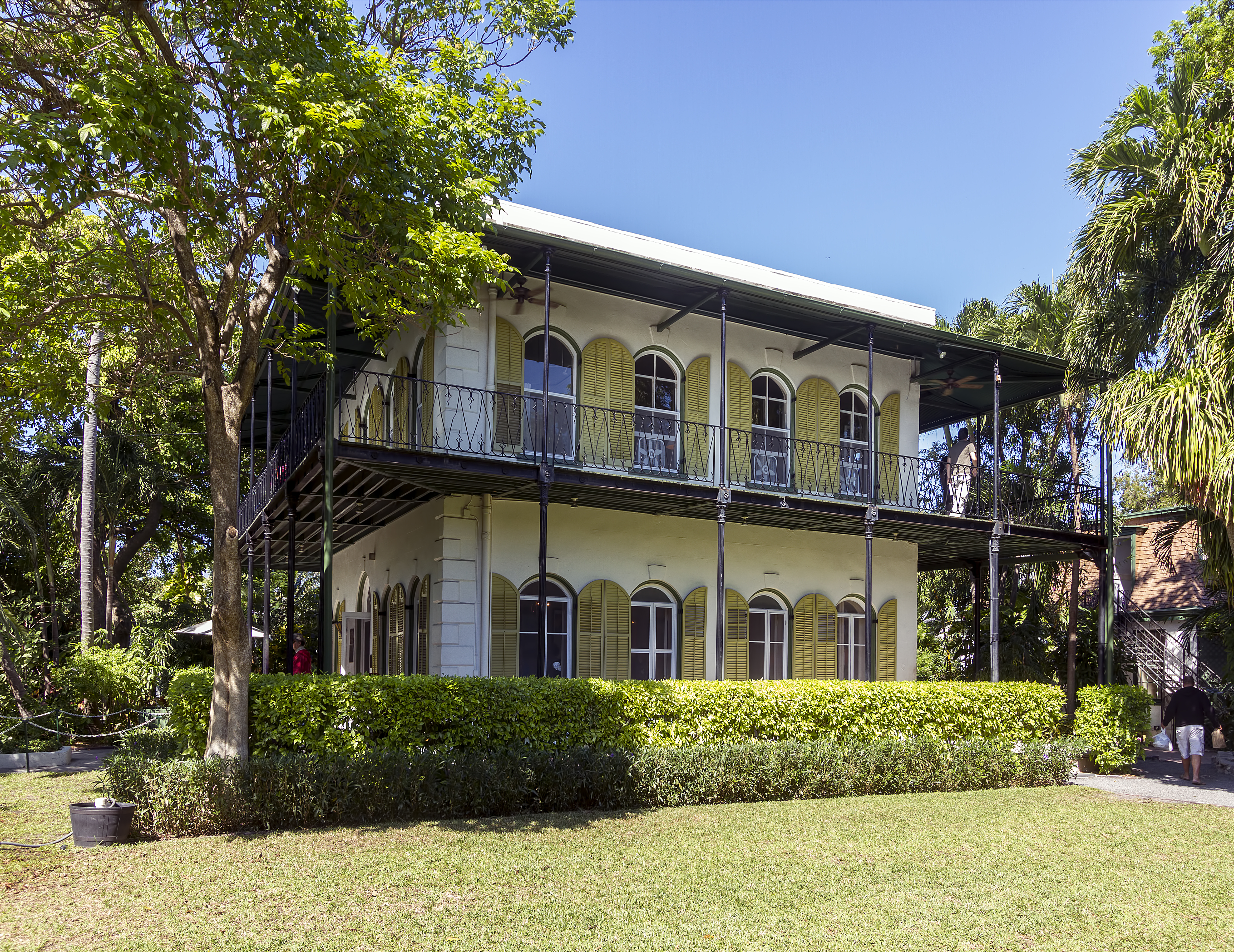
Hemingway-Haus (2012). Diese Residenz entstand im Jahr 1851 im französischen Kolonialstil. Ernest Hemingway lebte hier in den 1930er Jahren mit seiner Gattin Pauline Pfeiffer. Im Oktober 1968 erhielt das Haus als erstes Objekt im County den Status eines National Historic Landmarks zuerkannt. Einen Monat später erfolgte der Eintrag in das NRHP.

58 Bauwerke, Stätten und „historische Bezirke“ (Historic Districts) im Monroe County sind im National Register of Historic Places („Nationales Verzeichnis historischer Orte“; NRHP) eingetragen (Stand 6. Februar 2023), darunter haben das Fort Zachary Taylor, das Hemingway-Haus, der Mud Lake Canal und die USCGC Ingham den Status von National Historic Landmarks („Nationales historisches Wahrzeichen“).

## Bildungseinrichtungen
- Florida Keys Community College in Key West

## Verwaltungseinheiten
Monroe County hat vier Cities und ein Village. Hinzu kommen noch einige census-designated places sowie gemeindefreie Gebiete und Geisterstädte.
Die Einwohnerzahlen basieren auf der Volkszählung von 2010.

### Gemeinden
| Kommune          | Bezeichnung | Gründungsdatum   | Einwohnerzahl |
| ---------------- | ----------- | ---------------- | ------------- |
| Islamorada       | Village     | 4. November 1997 | 6.119         |
| Key Colony Beach | City        | September 1957   | 797           |
| Key West         | City        |                  | 24.649        |
| Layton           | City        | 1963             | 184           |
| Marathon         | City        | 1999             | 8.297         |

### Census-designated places
- Stock Island
- Big Coppitt Key
- Cudjoe Key
- Big Pine Key
- Duck Key
- Tavernier
- Key Largo
- North Key Largo

### Unincorporated areas
- Flamingo
- Bay Point
- Sugarloaf Shores
- Marquesas Keys
- Bahia Honda Key